# Олеа, Педро
Пе́дро Мари́я Оле́а Ретола́са (исп. Pedro María Olea Retolaza; род. 30 июня 1938, Сан-Себастьян) — испанский режиссёр, продюсер, актёр и сценарист.

## Биография
Педро Олеа окончил Кинематографическую школу в Мадриде в 1964 году. Его выпускной работой стал короткометражный фильм «Анабель». За год до этого он снял ещё один короткометражный фильм под названием «Парк игр» (El parque de juegos). Профессиональную карьеру он начал на телевидении, где снял множество документальных фильмов, например, «Река Бильбао» (1966 год). Первый полнометражный фильм «Días de viejo color» Педро Олеа снял в 1968 году. Эта романтическая драма, сценарий к которой написал Антонио Хименес Рико, победила в фестивале «Sindicato Nacional del Espectáculo».
В 1971 году вышел фильм «El bosque del lobo», с Хосе Луисом Лопесом Васкесом в главной роли. Фильм получил специальную премию жюри Фестиваля кино в Вальядолиде.
Хосе Луис Гарси написал сценарий для следующего фильма баскского режиссёра: «No es bueno que el hombre esté solo». В 1974 году был написан сценарий по одноименной новелле Бенито Переса Гальдоса «Торменто». Фильм, снятый по этому сценарию, победил в номинации «Лучший фильм на испанском языке» на кинофестивале в Сан-Себастьяне.
Перед смертью Франко Педро Олеа снимает фильм «Пим, пам, пум… Огонь!», а в следующем году у него кардинально меняется манера снимать, что заметно в фильме «La Corea», вышедшем в 1976 году.
В 1984 году Педро пишет сценарий и снимает полнометражный фильм «Akelarre», воссоздающий атмосферу Наварры XVII века, где землевладелец и инквизитор под видом борьбы с ведьмами пытаются покончить с крестьянином, который противится их тирании. В 1992 году выходит фильм «Мастер шпаги» по произведению Артуро Перес-Реверте, действие которого разворачивается в Мадриде времен Изабеллы II.
Фильм «Штормовая погода» с Марибель Верду, Хорхе Сансом и Марией Барранко в главных ролях повествует о сплетении жизней двух пар. Этим фильмом баскский кинематографист завоевал специальную премию жюри на Малагском кинофестивале.
Его последней работой стал телефильм «Конспирация» (2012).

## Фильмография

### Режиссёр
- 2004 — Есть повод! / ¡Hay motivo!
- 2003 — Штормовая погода / Tiempo de tormenta
- 1996 — За садом / Más allá del jardín
- 1995 — / Morirás en Chafarinas
- 1992 — Учитель фехтования / El maestro de esgrima
- 1991 — / El día que nací yo
- 1990 — / La leyenda del cura de Bargota
- 1986 — / Bandera negra
- 1985 — / La huella del crimen: Las envenenadas de Valencia
- 1985 — / Bihotzez
- 1984 — / Akelarre
- 1979 — / Ikuska 2
- 1978 — / Un hombre llamado Flor de Otoño
- 1976 — / La Corea
- 1975 — / Pim, pam, pum… ¡fuego!
- 1974 — / Tormento
- 1973 — / No es bueno que el hombre esté solo
- 1972 — / La casa sin fronteras
- 1972 — / Tan lejos, tan cerca
- 1971 — Волчий лес / El bosque del lobo
- 1970 — / Juan y Junior… en un mundo diferente
- 1968 — / Días de viejo color
- 1964 — / Anabel
- 1963 — / El parque de juegos

### Продюсер
- 2006 — / Los mánagers
- 2003 — / Los novios búlgaros
- 1992 — Учитель фехтования / El maestro de esgrima
- 1971 — Волчий лес / El bosque del lobo

### Сценарист
- 1995 — / Morirás en Chafarinas
- 1992 — Учитель фехтования / El maestro de esgrima
- 1990 — / La leyenda del cura de Bargota
- 1986 — / Bandera negra
- 1985 — / Bihotzez
- 1984 — / Akelarre
- 1978 — / Un hombre llamado Flor de Otoño
- 1976 — / La Corea
- 1975 — / Pim, pam, pum… ¡fuego!
- 1974 — / Tormento
- 1972 — / La casa sin fronteras
- 1972 — / Tan lejos, tan cerca
- 1971 — Волчий лес / El bosque del lobo
- 1970 — / Juan y Junior… en un mundo diferente
- 1966 — / Unos chicos, unas chicas
- 1964 — / Anabel
- 1963 — / El parque de juegos

### Актёр
- 1976 — / La Corea
- 1973 — / Apunte sobre Ana